# Карло Вердоне
Карло Вердоне (італ. Carlo Verdone; 17 листопада 1950, Рим) — італійський режисер, актор та сценарист.

## Життєпис
Карло народився в 1950 році в Римі в родині авторитетного італійського кінокритика Маріо Вердоне.
Закінчив Римський університет ла Сап'єнца. Має ступінь по сучасній літературі. Навчався режисерського майстерності в римському Експериментальному кіноцентрі.
Його режисерський дебют — комедія 1980 року «Гарний мішок» (італ. Un sacco bello), де Вердоне також виконав головну роль і написав сценарій в співавторстві з Леонардо Бенвенуті і П'єро де Бернарди. Уже через рік вийшов його другий фільм «Білий, червоний і зелений» (гра слів; зелений по-італійськи звучить як verde). Спродюсований Серджо Леоне, він мав приголомшливий успіх в Італії. Надалі Карло не раз в своїй творчості повертався до стилю комедії по-італійськи.
У 2000-х плідно співпрацював з Джованні Веронезі, знявшись в його романтичних стрічках «Підручник любові», «Підручник любові: Історії» і «Любов: Інструкція з використання».
У 2013 році зіграв в гучному фільмі Паоло Соррентіно «Велика краса», який був представлений в основній конкурсній програмі 66-го Каннського кінофестивалю та отримав номінацію на Оскар за найкращий фільм іноземною мовою.

## Особисте життя
У 1980—1996 роках Карло Вердоне був одружений з Джанною Скарпеллі. В подружжя народились двоє дітей — дочка Джулія (1986) та син Паоло (1988).

## Фільмографія
Актор
- Гарний мішок (1980) — Енцо, Руджеро Брега, Лео Нуволоне, дон Альфіо, Ансельмо
- Білий, червоний і зелений (1981) — Паскуалє Амітрано, Фуріо Зоккано
- 1982 : Тальк / (Borotalco) — Серджіо Бенвенуті
- Подорож з татом (1982) — Крістіано Феретті
- 1982 : Гранд-готель «Ексельсіор» / (1982) — Перікл Коччіа
- Вода і мило (1983) — Роландо Феррацца
- Я і моя сестра (1987) — Карло Піерпінтілі
- Хай буде проклятий той день, коли я зустрів тебе (1992) — Бернардо Арбусті
- Одного разу була китаянка в комі (2000) — Ерколє Преціосі
- Підручник любові/Manuale d'amore (2005) — Goffredo Liguori
- Підручник любові — 2: Історії / Manuale d'amore — 2 — Capitolli successivi (2007) — Ернесто
- 2009 : Фатальна Лара / (2009) — падре Карло Масколо
- 2011 : Любов: Інструкція з використання / (2011) — Фабіо
- 2013 : Велика краса / La grande bellezza — Романо
- Невеликі неприємності (2016) — Артуро Мерліно

Режисер
- Гарний мішок (1980)
- Білий, червоний і зелений (1981)
- 1982 : Тальк / (Borotalco)
- Вода і мило (1983)
- Я і моя сестра (1987)
- Хай буде проклятий той день, коли я зустрів тебе (1992)
- Одного разу була китаянка в комі (2000)
- Фатальна Лара (2009)
- Невеликі неприємності (2016)